# Joe Bennett
Joseph „Joe“ Bennett (* 28. März 1990 in Rochdale) ist ein englischer Fußballspieler. Bennett unterschrieb seinen ersten Profivertrag beim FC Middlesbrough und steht aktuell bei Wigan Athletic unter Vertrag. Er kann auf allen Positionen auf der linken Seite spielen, aber meistens wird er als Linksverteidiger eingesetzt. Für England spielte Bennett von der U-19 bis zur U-21 Englands.

## Karriere

### Vereine

#### FC Middlesbrough
Bennett wurde in Rochdale geboren, jedoch lebte er seit dem zehnten Lebensjahr im Nordosten Englands. Scouts des FC Middlesbrough entdeckten ihn, als er für den FC Northallerton Town spielte. Allerdings wurde Bennett aus der U-15-Auswahl des FC Middlesbrough geworfen und versuchte daraufhin bei Newcastle United einen Vertrag zu ergattern. Dies gelang ihm nicht, doch ein Jahr später nahm ihn der FC Middlesbrough wieder auf.
Nach guten Leistungen für die Reservemannschaft wurde Bennett ab der Saison 2008/09 mit einem Zweijahresvertrag für die erste Mannschaft ausgestattet. In der Vorbereitung konnte er sich weiterentwickeln und wurde mehrfach für Partien der Premier League nominiert. Im letzten Spiel der Saison 2008/09 debütierte er auswärts gegen West Ham United und daraufhin wurde ihm ein neuer Dreijahresvertrag ausgehändigt.
Als er nun ein fester Bestandteil der ersten Mannschaft war, bekam er in der Saison 2009/10 mehrere Einsätze und durfte beim Spiel gegen Coventry City sogar von Anfang an ran. Als Gordon Strachan neuer Trainer wurde, wollte Bennett sich ausleihen lassen, der Verein ließ ihn jedoch nicht gehen. Auf Strachan folgte Tony Mowbray als neuer Trainer von Middlesbrough. Daher schöpfte Bennett neue Hoffnung, denn dadurch wurde er Stammspieler und unterschrieb im Januar 2011 einen neuen Viereinhalbjahresvertrag beim FC Middlesbrough.

#### Aston Villa
Dessen ungeachtet wechselte er Ende August 2012 zu Aston Villa für eine Ablösesumme, die Medienberichten zufolge circa 2,75 Millionen Pfund betrug. Von dort aus wurde er jeweils zu Brighton & Hove Albion und dem AFC Bournemouth verliehen.